# 打蛇 (電影)
《打蛇》，是1980年上映的一部香港電影，牟敦芾執導。

## 劇情
香港在1980年10月取消抵壘政策，轉為採取即捕即解政策，一班中國大陸非法入境者就趕於三日寬限期裡面，用游水、撐船等方式非法偷渡入境到香港申請身分證，於邊境地區被「打蛇集團」綁架，以凌辱的方法逼他們講出香港親戚電話號碼，以收取贖金。最後，「人蛇」們逃出打蛇集團魔爪，但最終不幸地被警察逮捕。

## 演員
| 角色   | 演員   | 備註         |
| ------ | ------ | ------------ |
| 阿荃   | 雁紅   |              |
| 大種   | 陳鳴   |              |
|        | 齊峰   |              |
| 雯妹   | 梁珍妮 |              |
| 毒蛇   | 黎明   |              |
| 鬼頭仔 | 周堅平 |              |
| 鶴爺   | 詹森   | 打蛇集團首領 |
| 大白鯊 | 強漢   | 打蛇集團成員 |
|        | 尹相林 | 打蛇集團成員 |
|        | 洪新南 | 打蛇集團成員 |
|        | 巫玉芬 |              |
| 陸尚恆 | 沈勞   | 阿荃舅父     |
| 黃伯   | 王清河 | 打蛇人       |
|        | 高美昭 |              |
|        | 艾飛   | 警察         |

## 逸事
2005年3月18日，邵氏兄弟（香港）有限公司曾重新數位修復本片後，交由洲立影視有限公司發行影音光碟。但是，本片發行不久後，隨即通知發行商陸續回收產品，並全部銷毀。然而，預定發行數位影碟的計劃，也正式宣告夭折。劇情描述中國大陸人偷渡至香港地區，以及大量裸露身體的畫面，據信這是影片遭到回收的理由之一。《打蛇》於數年以後，再次獲得發行。

## 外部連結
- 香港影庫上《打蛇》的資料（繁體中文）
- 豆瓣电影上《打蛇》的資料 （简体中文）
- 爛番茄上《打蛇》的資料（英文）
- AllMovie上《打蛇》的资料（英文）
- 互联网电影数据库（IMDb）上《打蛇》的资料（英文）